# Afdelingsgeest
Een afdelingsgeest is een geest van een afdeling van Zweinstein in de Harry Potter-reeks van J.K. Rowling.

## Afdelingsgeesten
| Geest                | Afdeling    | Opmerking                         |
| -------------------- | ----------- | --------------------------------- |
| Haast Onthoofde Henk | Griffoendor | haast onthoofd                    |
| De Grijze Dame       | Ravenklauw  | komt maar in een paar regels voor |
| De Bloederige Baron  | Zwadderich  | enige waarvoor Foppe bang is      |
| De Dikke Monnik      | Huffelpuf   | geen                              |